# كبلر-6b
كيبلر 6 بي (بالإنجليزية: Kepler-6b)‏ الذي يرمز له بالرمز KOI-17.01، هو كوكب خارج المجموعة الشمسية، في كوكبة الدجاجة (كوكبة)، يتبع Kepler-6.

## الاكتشاف
اكتشف في 2010، وكانت طريقة الاكتشاف طريقة العبور.